# ラストダンス殺人事件
ラストダンス殺人事件（ラストダンスさつじんじけん）とは、1983年に日本の東京都練馬区で発生した殺人事件の通称。事件をモチーフとした映画、演劇が生まれている。

## 事件発覚前後の経緯
東京都練馬区石神井のとあるアパートの近隣住民から異臭がするという苦情を受け、1983年7月30日にアパートの大家が調べたところ、23歳（当時）女性のA子が借りている部屋が異臭の源であった。大家が合鍵を用いてA子の部屋へ立ち入ると、畳の中から強い異臭を感じた。大家が畳を動かしたら、そこには腐乱したブリーフ1枚の人間の死体が横たわっていた。すぐに大家は警察に通報するが、死体がダイナマイトのようなものを抱えていたため、アパート周辺に警察、機動隊員たちが集まって、大騒ぎとなった。
結果として、ダイナマイトのようなものはおもちゃであり、死体は28歳の男性Bと判明。死後40日間が経過しており、死因は首を紐のようなもので絞められた窒息死であった。
しばらくして、部屋主であるA子が神奈川県逗子近くの実家にいたところを警察に任意同行の上で逮捕された。

## 事件発生の経緯
A子とBは同じ大学に通っていた先輩後輩の間柄であり、同じ映画サークルに所属していたカップルだった。また、Bは学生運動にも関与しており、Bが自分語りする成田闘争への参加といった反体制的な思想にもA子は心酔していた。大学卒業後も2人の恋愛関係は継続する。
Bは大学卒業後、一度は就職するが長続きせずに辞めてしまい、Bの祖母が鎌倉で経営する小料理屋の手伝いをしていた。Bは「クリエイティブな仕事や事業を興す」と周囲に吹聴して、カメラマンやジャーナリストを目指すがものにはならず、裕福な実家から月に18万円の小遣いをもらって生活していた。
その一方でA子は大学卒業前に始めたアルバイト先で卒業後は正規雇用される。A子はBは口先ばかりの男であったと認識を変えるが、逆にBのほうは在学中から行っていたA子への束縛を強め、モラルハラスメントを行い、ストーカーめいた行動を強めるようになっていった。別れ話をA子から切り出すこともあったがBの押しの強さから決着は付かず、Bは週に何度もA子のアパートに来ては性行為を行い、朝方に帰るようになった。社会人になったA子にとって、こういったBの行動は精神的にも肉体的にも疲労を重ねることになった。
1983年6月18日にBを自宅へ呼びだしたA子は、ラジオから流れる洋楽に乗ってダンスを踊った。音楽がスローバラードになるとA子はBを誘い一緒に踊った。その後、2人はお互いを誘い合うように肉体関係を持った。しかし午前0時過ぎ、A子は寝入ったBを電話コードで絞殺した。A子はBの遺体と同居することを選択し、40日後に死体が異臭を放つようになって上述のように事件が発覚した。

## 判決
逮捕後、A子は心中が動機であると一貫して主張しており、後追い自殺をアピールするかのように1週間ほど食事を摂らなかった。B殺害後にはA子は睡眠薬を飲み手首を切るなどもしている。
1985年1月22日に東京地裁では懲役9年の実刑判決が出たが、A子は刑が重いことを理由に控訴。同年11月28日に東京高裁は一審よりも軽い懲役7年の判決を下して刑が確定した。

## 事件を元にした創作
- 『OL暴行汚す』 - 1986年公開の日本のピンク映画。伊藤清美主演、佐藤寿保監督作品。
- 『水の柩 練馬OLラストダンス殺人事件』 - 山崎哲による戯曲[5]。
- 『砂の影』 - 2008年公開の日本の映画[1]。映画が製作された年代に置き換えている[1]。